# Altenburg (Feldkirchen-Westerham)

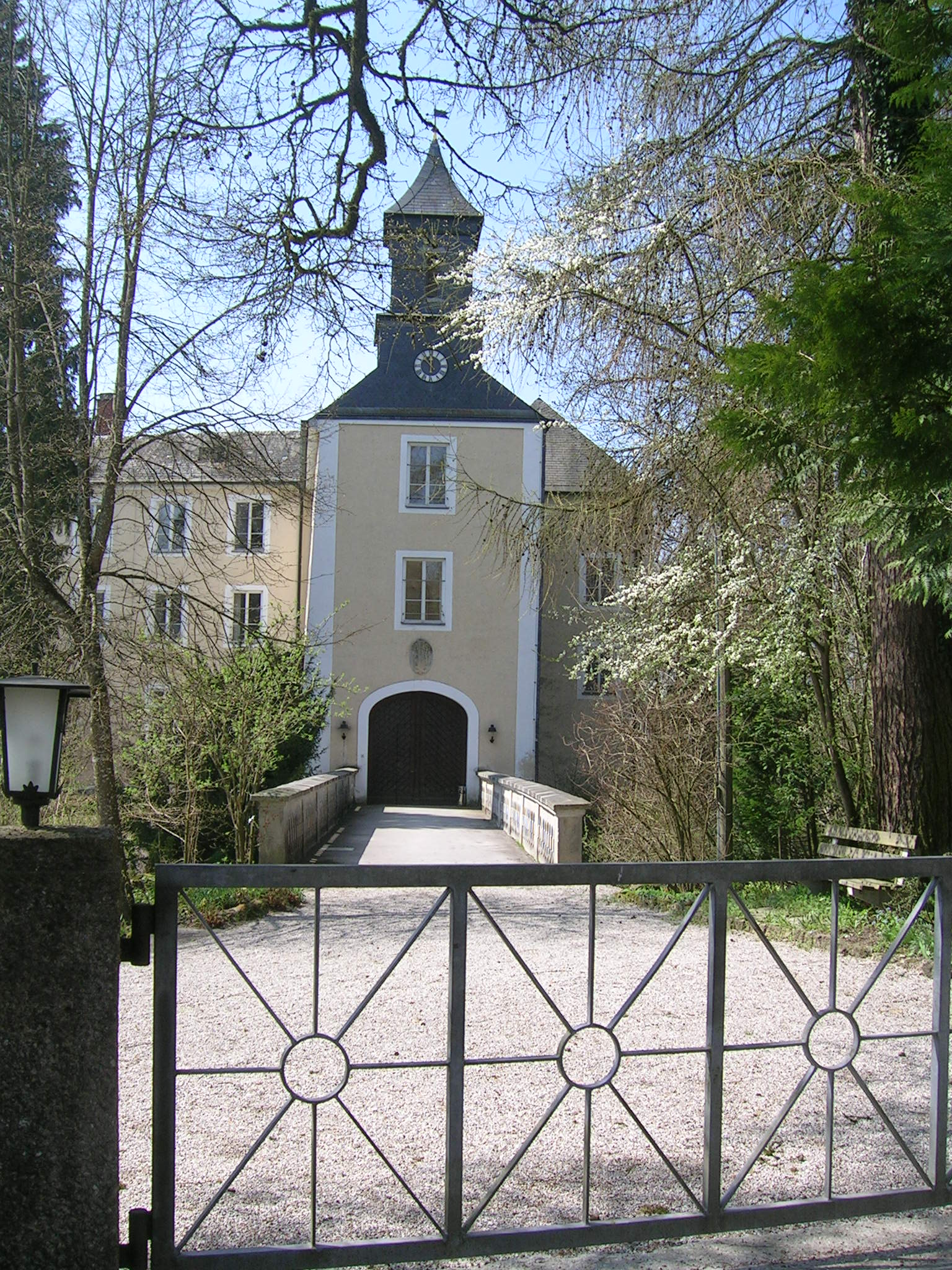
Schloss Altenburg

Altenburg ist ein Ortsteil der Gemeinde Feldkirchen-Westerham im Landkreis Rosenheim am Hochufer der Mangfall. Das Dorf liegt im Westen der Gemeinde südlich von Aschbach auf einer Höhe von 633 m ü. NN und hat 88 Einwohner (Stand 31. Januar 2010). Unterhalb des Orts im Tal der Mangfall liegt der Gutshof Niederaltenburg (Gemeinde Weyarn).

## Geschichte
Bereits in römischer Zeit soll in Altenburg ein Wachturm gestanden haben. Um 750 wird der Ort in dem Güterverzeichnis der Fagana erwähnt.
Im Jahre 1050 wurde durch die Falkensteiner eine Burg errichtet, die durch den Wittelsbacher Herzog Otto II. von Bayern zerstört und geschleift wurde. Um 1258 erfolgte der Wiederaufbau einer größeren Burg durch die Herren von Schalchdorf. Im Jahre 1434 erwarb Graf Otto II. von Maxlrain die Altenburg und vergrößerte sie. 1560 erfolgte unter Herzog Albrecht von Bayern der Umbau der Altenburg in ihre jetzige Form. Im Dreißigjährigen Krieg trotzte die Burg als einzige Burg in Bayern den angreifenden Schweden.
Nach mehreren Besitzerwechseln gelangte Schloss Altenburg im Jahre 1879 von den Freiherren Friedrich zu Hofstetten in den Besitz des Grafen Georg von Wilding und Königsbrück, Fürst von Radali, der es als Sommersitz nutzte. 1953 wurde es an einen evangelischen Missionsdienst verkauft und ein Schulbetrieb für Soziale Mädchenberufe aufgenommen. Nach 1992 bis zum Jahresende 2011 wurde es als Seminar- und Meditationszentrum, als Haus der Stille, genutzt.
Koordinaten: 47° 55′ N, 11° 49′ O